# Катальди, Данило
Дани́ло Ката́льди (итал. Danilo Cataldi, 6 августа 1994, Рим, Италия) — итальянский футболист, полузащитник клуба «Лацио», выступающий на правах аренды за клуб «Фиорентина».

## Клубная карьера
Родился 6 августа 1994 года в Риме. Воспитанник юношеских команд футбольных клубов «Оттавия» и «Лацио».
Во взрослом футболе дебютировал в 2013 году выступлениями за второлиговый «Кротоне», который арендовал молодого футболиста в «Лацио» и в котором тот провёл очень насыщенный сезон, приняв участие в 38 матчах различных турниров и забил 4 гола.
В состав «Лацио» вернулся с аренды в 2014 году. В январе 2015 года дебютировал в играх Серии A, выйдя на поле в проигранном его командой матче против «Наполи», и сразу стал регулярно попадать в основу команды.

## Выступления за сборные
В 2012 году дебютировал в составе юношеской сборной Италии, принял участие в 4 играх на юношеском уровне.
С 2013 года привлекается в состав молодёжной сборной Италии. На молодёжном уровне сыграл в 9 официальных матчах и забил 2 гола. Принимал участие в молодёжном Евро-2015, где итальянцы не смогли преодолеть групповой этап.